# Tschaikowskoje (Kaliningrad, Moskauer Rajon)
Tschaikowskoje (russisch Чайковское, deutsch Kalgen [Siedlung]) ist ein Ort innerhalb des Moskauer Rajons von Kaliningrad, der Hauptstadt der russischen Oblast Kaliningrad.

## Geographische Lage
Tschaikowskoje liegt sieben Kilometer südwestlich des Stadtzentrums von Kaliningrad (Königsberg) an der Grenze zum Übergang in den Rajon Gurjewsk und der Siedlung Schosseinoje (Kalgen). Am nordwestlichen Rand des Ortes verläuft die Regionalstraße 27A-021 (ex A194), die hier den Namen uliza Suworowa trägt. Die nächste Bahnstation ist Kijewska an der uliza Kijewskaja an der Bahnstrecke Kaliningrad–Mamonowo, einem Abschnitt der ehemaligen Preußischen Ostbahn.

## Geschichte
Als das Gutsdorf Kalgen mit der Landgemeinde Haffstrom im Jahr 1939 an die Stadt Königsberg angeschlossen wurde, wurde es (offenbar) zu dieser Zeit im Bereich der Mühle Kalgen um einen neuen Siedlungsbereich erweitert. Dieser erhielt nach 1945 die russische Bezeichnung „Tschaikowskoje“ und gehörte von 1947 bis 2009 zum Baltischen Rajon, einem Stadtbezirk Kaliningrads, der dann im Moskauer Rajon aufging, dem Tschaikowskoje bis heute zugeordnet ist.

## Kirche
Vor 1945 war Kalgen mit seiner überwiegend evangelischen Bevölkerung einer von mehr als zwanzig Orten im Kirchspiel Haffstrom und gehörte zum Kirchenkreis Königsberg-Land I innerhalb der Kirchenprovinz Ostpreußen der Kirche der Altpreußischen Union. Der letzte deutsche Geistliche war Pfarrer Herbert Steinbach.
Heute liegt Tschaikowskoje im Einzugsbereich der Kaliningrader evangelisch-lutherischen Auferstehungskirche, der Hauptkirche der Propstei Kaliningrad der Evangelisch-lutherischen Kirche Europäisches Russland (ELKER).